# Dunavac
Dunavac (em cirílico:Дунавац) é uma vila da Sérvia localizada no município de Palilula, pertencente ao distrito de Belgrado, na região de Banat serbe. A sua população era de 603 habitantes segundo o censo de 2002.

## Demografia
| 1948 | 1953 | 1961 | 1971 | 1981 | 1991 | 2002 |
| ---- | ---- | ---- | ---- | ---- | ---- | ---- |
| -    | 166  | 444  | 382  | 542  | 618  | 603  |